# Charles DeRudio
Charles DeRudio (né Carlo Di Rudio le 26 août 1832 à Belluno, mort le 1er novembre 1910 à Pasadena en Californie) est un aristocrate italien, impliqué dans une tentative d'assassinat de Napoléon III et emprisonné sur l'Île du Diable en Guyane. Après s'en être évadé, il a servi dans l'armée américaine en tant qu'officier du 7e régiment de cavalerie, et a combattu à la bataille de Little Bighorn.

## Biographie

### Premières années
Carlo di Rudio est né à Belluno en Vénétie en 1832. Il est le fils du comte et de la comtesse Aquila di Rudio. Il fait ses études à l'académie militaire autrichienne de Milan, de nos jours Scuola militare "Teulié" (it). À l'âge de 15 ans il rejoint les patriotes italiens durant les évènements de 1848, et participe à la défense de Rome et plus tard de Venise. En 1855 il vit à Londres où il se marie avec Elisabeth Booth.

### Tentative d'attentat
Le 14 janvier 1858, trois bombes sont lancées sur le cortège de l'Empereur Napoléon III, huit personnes sont tuées et plus d'une centaine sont blessées; quatre hommes sont arrêtés : Felice Orsini, Giuseppi Pieri, Antonio Gomez, et un commerçant Portugais appelé "Da Selva", qui s'avéra être Di Rudio. Orsini et Pieri sont guillotinés, mais Di Rudio condamné à mort le 28 février bénéficie d'une certaine clémence et voit sa peine commuée le 12 mars , par lettre de grâce, en emprisonnement à vie sur l'Île du Diable en Guyane. Arrivé au bagne le 24 avril, il s'évade des îles du Salut le 10 décembre 1859 et gagne la Guyane britannique. Il retourne alors à Londres où son nom est anglicisé en Charles DeRudio.

### Armée américaine
DeRudio émigre à New York en 1860. Il s'engage dans le 79th New York Regiment où il sert quelques mois et participe au Siège de Petersburg en 1864 durant la Guerre de Sécession. Il est nommé second lieutenant et sert en Floride jusqu'en 1866. Après la guerre civile, il demande à être engagé dans l'armée régulière, mais en 1869 il est victime des réductions d'effectifs. Il s'engage alors dans le 7e régiment de cavalerie. Il est nommé 1er lieutenant en 1875. En 1876 il participe à la Bataille de Little Bighorn à laquelle il survit.
Son histoire est publiée le 30 juin 1876 dans le New York Herald et reprise dans le Chicago Times en août 1876 sous le titre « A Thrilling Tale - Romance of the Battle of the Little Big Horn; DeRudio's Perilous Adventures - Graphic Details from the Pen of the Lieutenant - Alone in the Burning Woods." ». Il indiquera par la suite ne pas avoir écrit l'histoire lui-même, mais avoir donné certaines information au major James S. Brisbin, qui l'a publié sans son consentement. Des années plus tard, DeRudio indiquera qu'il était le seul à avoir un sabre à Little Bighorn. Il participe en 1877 à la Guerre des Nez-Percés, et est promu capitaine en 1882.

## Retraite et révélations
Il prend sa retraite en 1896 à San Diego avec le grade de major. En 1908, interrogé par un notaire de la ville d'Orsini, il révèle que le chef du commando n'a pas lancé lui-même la bombe vers le carrosse de l'Empereur, mais que c'est un autre complice qui n'a jamais été pris par la police. Il révèle alors le nom de Francesco Crispi (1818-1901) devenu par la suite président du conseil italien.
Il meurt en 1910 à Pasadena en Californie.